# Hanna Ouchterlony

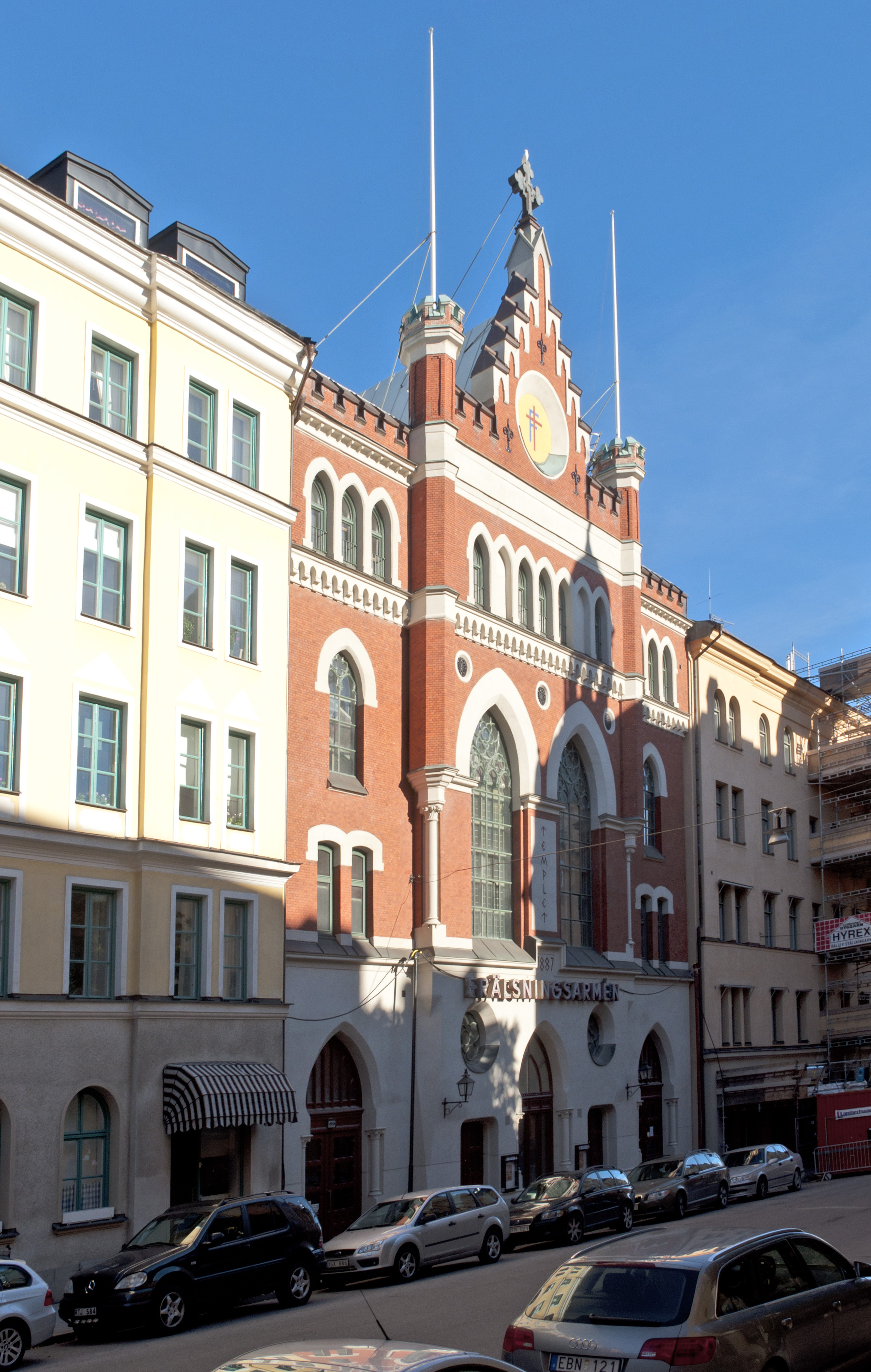
Frälsningsarméns tempel i Stockholm. Byggd 1886-87; Byggherre: Hanna Ouchterlony för Frälsningsarmén

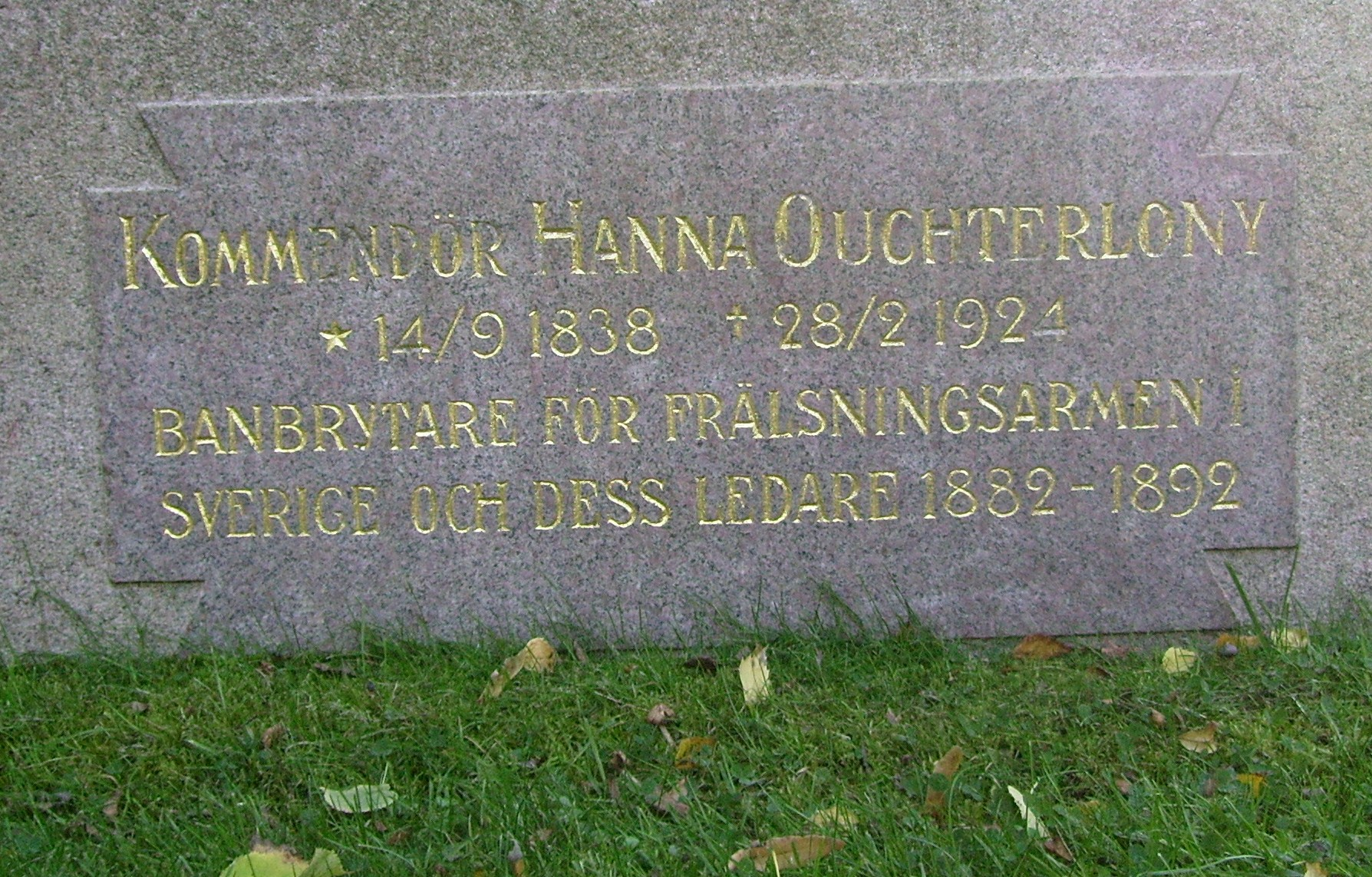
Hanna Ochterlonys viloplats i Frälsningsarméns gemensamma grav på Norra begravningsplatsen i Solna kommun.

Hanna Cordelia Ouchterlony [óckterlåny], född 14 september 1838 på Norrhorja, Värnamo församling, Jönköpings län, död 28 februari 1924 i Kungsholms församling, Stockholm, var kommendör i Frälsningsarmén. 
Ouchterlony startade Frälsningsarmén i Sverige 1882 och i Norge år 1888. Hon tillhörde den gamla, ursprungligen skotska, adelsätten Ouchterlony, och var dotter till vice häradshövding Fabian Constantin Ouchterlony och Hilda Johanna Servais.

## Biografi

### Åren i Värnamo
Hanna Ouchterlony växte upp i ett religiöst frisinnat hem i Värnamo. Vid 19 års ålder flyttade hon till Stockholm och arbetade som husförståndarinna hos släktingar. Efter sju år återvände hon till Värnamo där hon blev föreståndare för en bokhandel och 1865 startade hon en egen bokaffär. Under inflytande av lokalt kända väckelsepredikanter och genom böcker av Dwight Lyman Moody, Carl Olof Rosenius och framför allt Kierkegaard gick hon igenom en kris 1875. Under krisen väcktes hennes intresse att ta ett kristet och socialt ansvar för fattiga och utslagna. Hon började därefter arrangera söndagsskola och uppbyggelsemöten samt distribuerade kristna texter.

### Ouchterlony och Frälsningsarmén
År 1878 var Bramwell Booth, sonen till Frälsningsarméns grundare, i Värnamo och predikade vid flera tillfällen offentligt. Han var på besök hos den engelske entreprenören Billups, vän till familjen Booth, som arbetade i Sverige vid bygget av Halmstad-Nässjö Järnvägar. Booth tog tillfället att predika i en av Billups fastigheter och i Värnamos stationshus. Hanna Ouchterlony var en återkommande besökare på dessa möten och blev så intresserad av rörelsen att hon senare reste till England. 1881 inbjöds hon till London av familjen Booth för att under en femveckorsperiod följa Frälsningsarméns verksamhet. Det följande året stannade hon sju månader i England och genomgick en teoretisk och praktisk utbildning innan hon invigdes till frälsningsofficer av majors grad.
Vid ett stort möte i Exeter Hall i London den 28 november 1882 fick 101 frälsningsofficerare order om arbete i andra länder. Den nyutnämnda majoren, Hanna Ouchterlony, fick då ur Catherine Booths hand mottaga den fana som hon och fyra andra personer skulle använda i "Frälsningskriget" i Sverige. Med andra ord utsågs Hanna Ouchterlony att grunda Frälsningsarmén i Sverige och bli dess första ledare. En månad senare, 28 december 1882, hölls på Ladugårdslandsteatern det första frälsningsarmémötet i Sverige.
Hanna Ouchterlony var ledare för Frälsningsarmén i Sverige 1882–1892, från och med 1887 med kommendörs grad. Under den perioden startade hon även Frälsningsarméns egen tidskrift Stridsropet. Hösten 1887 ledde hon grundandet av Frelsesarméen i Norge och var en betydande person inom rörelsen där under många år. Med hjälp av Fredrik Engelke översatte hon 44 av Frälsningsarméns sånger från engelska till svenska och kunde ge ut den första utgåvan av Frälsningsarméns sångbok 1882. Hon pensionerades 1904 och avled tjugo år senare åttiotre år gammal. Tiotusentals människor mötte upp och följde henne till hennes sista vilorum i en väldig hallelujamarsch under jublande segertoner. Ingen svensk kvinna hade tidigare förts till graven under större hedersbetygelser än hon. Hon är begravd på Norra begravningsplatsen, kvarter 11E, gravnummer 41.

## Till minne av Hanna Ouchterlony
Hanna Ouchterlony har fått Ouchterlonygatan i Värnamo uppkallad efter sig och år 2005 instiftade Frälsningsarmén Hannapriset uppkallat efter Hanna Ouchterlony. En bronsbyst föreställande Hanna Ouchterlony gjord av skulptören Sten Ericson finns sedan 1958 i Åbroparken i Värnamo.

## Släkten Ouchterlony
Släkten Ouchterlony kom till Sverige i och med att Hannas farfars farfar Thomas flyttade från Dundee, Skottland till London, och att hennes farfars far senare flyttade vidare till Karlshamn.
Släktingar på svärdssidan:
- Far: Fabian Constantin Ouchterlony (1803–1880), vice häradshövding och lantbrukare.
- Farfar: Isaac Ouchterlony (1766–1835), kammarrättsråd.
  - Kusin: Carl Alexander Ouchterlony (1826–1889), missionär, också han barnbarn till Isaac Ouchterlony.
- Farfars far: John Ouchterlony (1729–1778), kofferdikapten i Karlshamn.
- Farfars farfar: Thomas Ouchterlony (död tidigast 1788), fartygskapten från Dundee, i Svenska Ostindiska Kompaniets tjänst.